# Tamworth (district)
Tamworth is een district (borough) voor het bestuur van de gelijknamige stad Tamworth in het shire-graafschap (non-metropolitan county OF county) Staffordshire. Sinds 2011 werkt Tamworth samen met de naburige districten Birmingham, Bromsgrove, Cannock Chase, East Staffordshire, Lichfield, Redditch, Solihull en Wyre Forest in de Greater Birmingham and Solihull Local Enterprise Partnership.

## Demografie
Van de bevolking is 11,2% ouder dan 65 jaar. De werkloosheid bedraagt 3,6% van de beroepsbevolking (cijfers volkstelling 2001).